# Сорин, Сергей Иванович
Сергей Иванович Сорин  (24 августа 1916, Батуми, Российская империя — 11 декабря 1995, Баку, Азербайджан) — советский педагог, астроном, создатель телескопов.

## Биография
- 1932 г. — юношей увлекся астрономией, примерно в это же время, как упоминал СИ, в селе недалеко от Батуми сотрудники ОГПУ арестовали родителей (отец прожил 93 года);
- 1930-е годы — несколько лет перед поступлением в техникум СИ провел на Кавказе, в отряде горных спасателей;
- 1938 г. — переехал в Баку, поступил в один из Бакинских ВУЗов, но затем ушел со второго курса, не получив полного высшего образования;
- 1939 г. — поступил в Ленинградское училище связи (скорее всего это Ленинградское училище связи имени Ленсовета — ЛУС), обучение шло два года. До этого около двух лет учился в Баку;
- 1941 г. — Окончил училище. Попав под бомбежку, погибла Лена, его невеста;
- 1943—1945 гг. — служил проводником в горах Кавказа в подразделениях Красной Армии. Получил профессию летчика-радиста и участвовал в боевых вылетах на Северном Кавказе.
- Конец 1940-х годов — сотрудничество с будущими чл.-корр. АН ССР В. А. Кратом и академиком АН Азерб. ССР Г. Ф. Султановым по поиску места для строительства Шемахинской астрофизической обсерватории (ШАО);
- 1950 г. — основатель астрономического кружка при Бакинском Дворце пионеров и школьников им. Юрия Гагарина, младший научный сотрудник Академии Наук Азербайджанской ССР;
- 1950—1995 гг. — руководитель кружка юных астрономов;
- Июль 1969 г. — Первый Всесоюзный слет юных астрономов в Баку и в Шемахинской астрофизической обсерватории АН Азербайджанской ССР.
- 1976 год — Третий Всесоюзный слет юных астрономов в палаточном лагере «Звездный городок» на территории Шемахинской астрофизической обсерватории в Пиркули;
- 11 декабря 1995 года — скончался в Баку. Могила находится в посёлке Сулу-Тепе, близ города Хырдалан.

## Научная деятельность
В конце 1940-х гг. было принято решение о создании в Азербайджане национальной астрономической обсерватории. С. И. Сорин принял активное участие в поисках места для её строительства. Требования предъявлялись следующие: высокая прозрачность атмосферы, большое число ясных дней и ночей в году, низкая запыленность воздуха, отсутствие светового загрязнения ночного неба от искусственных источников света.
20 июня 1953 г. С. И. Сорин вместе с Г. Ф. Султановым (основатель и первый директор Шемахинской обсерватории) и В. А. Кратом (будущий директор Пулковской обсерватории) составили официальное заключение о выборе юго-восточного плато горы Пиркули на высоте около 1500 м над уровнем моря в 22 км от древней столицы Азербайджана г. Шемаха как окончательного места для строительства будущей обсерватории. А уже 13 января 1960 г. состоялось официальное открытие Шемахинской астрофизической обсерватории (ШАО). По разработанному С. И. Сориным и будущим академиком Г. Ф. Султановым проекту обсерватория была укомплектована телескопами и соответствующим оборудованием.
В 1956 г. сотрудники Пулковской астрономической обсерватории АН СССР (ГАО) участвовали в разработке проекта крупнейшего (на то время) телескопа с 6-метровым зеркалом. Для поиска места установки этого телескопа при Отделе астрономической техники ГАО была организована Лаборатория по изучению астроклимата. По воспоминаниям А. Ф. Сухоноса, одного из участников этих работ, дирекция ГАО пригласила С. И. Сорина, как специалиста по астроклимату и знатока гор Кавказа. По предложению Сорина экспедиция поднялась на плато Турчидаг высотой 2100 м, где и провела свои исследования и наблюдения.

## Педагогическая деятельность
Руководство Астрономическим кружком стало самым важным делом С. И. Сорина на протяжении более чем 40 лет его жизни. Формально Сорин вел кружок астрономии, по сути же был преподавателем в Школе юных астрономов. Через Школу Сорина прошли сотни увлеченных астрономией школьников, которым посчастливилось слушать глубокие лекции Сорина по астрономии, физике и математике, участвовать в изготовлении оптики и механики телескопов разных систем, ходить в походы и экспедиции по окрестностям Баку и предгорьям Кавказа. Он и его воспитанники построили несколько десятков разнообразных телескопов-рефлекторов всех известных оптических систем. Телескопы создавались с нуля — вся механика и оптика делалась своими руками. При кружке была инструментальная мастерская, оборудованная разнообразными станками, с помощью которых рождались любительские телескопы. Профессиональная шлифовальная машина для изготовления астрономических зеркал была гордостью СИ. Любительские телескопы, которые строили СИ и его ученики, имели собственные имена, чтобы легко отличать один телескоп от другого. Например, телескоп для наблюдений Луны и планет Солнечной системы, установленный на колоннаде Дворца пионеров и школьников, назывался «Решетка». Были также «Нэсмит» — вполне профессиональный телескоп системы Нэсмита, «Ньютончик» — телескоп системы Ньютона, «Кастрюля» — телескоп для широкоугольной фотосъемки звездного неба.
Ежегодно в течение четырех десятилетий организовывались летние экспедиции в окрестности Шемахинской обсерватории, где ребята непосредственно приобщались к работе астрономов на телескопах, созданных своими руками. В середине 1970-х годов на Пиркулинском плато было начато строительство, как ее назвали, Малой Шемахинской обсерватории для юных астрономов. В архиве кружка юных астрономов хранились великолепные по качеству фотоснимки звездного неба, Луны и планет, которые неоднократно экспонировались на общесоюзных конференциях. Например, на фотоснимке звездного поля в созвездии Ориона была обнаружена неизвестная ранее петля из темной межзвездной пыли вокруг звезды Бетельгейзе.
Сергей Иванович не ставил получение кружковцами профессии астронома на первый план. Он неоднократно повторял, что основной целью его педагогической работы является воспитание честных и порядочных людей.
- На горе
- Ученики С.И.Сорина
- Телескоп. Пиркули.
- Кружковцы

## Научно-просветительская деятельность
Летом 1969 и 1973 годов на в Шемахинской обсерватории прошли первая и третья конференции юных астрономов СССР. Они вместе с их руководителями обменивались опытом по созданию любительских телескопов и методам астрономических наблюдений. Знаменитые ученые-астрономы и космонавты рассказывали о достижениях современной науки прямо на лесных полянах, под тенью деревьев. Устраивались конкурсы на лучший самодельный телескоп или научную работу, было весело и интересно. Главным вдохновителем и организатором этих мероприятий был С. И. Сорин. В этот период вместе с плановой работой кружка на его плечи ложился колоссальный объём работы по подготовке и проведению этих конференций: предварительная переписка и приглашение участников, подготовка научной части, то есть создание телескопа-новинки и модернизация уже имеющихся инструментов, контроль над благоустройством палаточного городка, где размещались участники конференций и т. п.
Последнее совещание, которое провел Сергей Иванович, состоялось в Баку в апреле 1985 года. Он был уже болен, терял зрение, но, тем не менее, пригласил на «Коллоквиум по телескопостроению» любителей астрономии из всего СССР. Приехали москвичи, ульяновцы, из прибалтийских республик. Присутствовали видные теоретики и практики любительского телескопостроения Н. Н. Михельсон, Л. Л. Сикорук, Г. А. Селевич, М. А. Дирикис и др. Были доклады о телескопах и обсерваториях. На коллоквиуме Сергей Иванович представлял модернизированный телескоп, собранный по оптической системе Нэсмита и предназначенный для наблюдений тел Солнечной системы.
- «Кастрюля» — Двойной астрограф. Внизу камера «Индустар-52», в центре широкоформатная камера «Уран», выше — 125 мм телескоп системы Кассегрена в качестве гида. Телескоп предназначен для фотографических обзоров звездного неба (Пиркули, 1969 г.). Любительские телескопы, которые строили Сергей Иванович и его воспитанники, имели собственные имена, чтобы легко отличать один телескоп от другого.
- Любительские телескопы, которые строили Сергей Иванович и его воспитанники, имели собственные имена, чтобы легко отличать один телескоп от другого.) «Ньютончик» — телескоп системы Ньютона с диаметром зеркала 16 см на полевых испытаниях в летнем лагере юных астрономов (Пиркули, конец 1960-х годов)
- «Нэсмит» — вполне профессиональный телескоп системы Нэсмита с диаметром зеркала 25 см, (1973 г.). Любительские телескопы, которые строили Сергей Иванович и его воспитанники, имели собственные имена, чтобы легко отличать один телескоп от другого.
- Любительские телескопы, которые строили Сергей Иванович и его воспитанники, имели собственные имена, чтобы легко отличать один телескоп от другого.) «Решетка» — планетный телескоп системы Кассегрена с диаметром зеркала 26 см на колоннаде Дворца пионеров и школьников (1969 г.)

## Память
- В 1999 году Международный астрономический союз утвердил название малой планеты 5989 Sorin, предложенное её открывателем (открытие сделано 26 августа 1976 года), сотрудником Крымской астрофизической обсерватории Н. С. Черных.

- Открыватели астероидов. Николай Степанович Черных и Лидия Ивановна Черных у 40-см телескопа Крымской Астрофизической Обсерватории (1989 г.).